# Гамма Малого Коня
Гамма Малого Коня — тусклая звезда пятой видимой величины (4,69m), которая находится в созвездии Малый Конь. Гамма Малого Коня является одним из наиболее интересных представителей пекулярных звёзд спектрального класса F (F0, в некоторых работах классифицируется как A9).
Находясь в небогатой яркими звёздами части неба к юго-западу от Пегаса, Гамма Малого Коня (также известная как 5 Малого Коня) едва заметна невооружённым глазом и составляет пару со звездой шестой звёздной величины 6 Малого Коня, которая находится всего в 6 угловых минутах от неё. 6 Малого Коня, также известная как «Гамма Малого Коня D», является обычным карликом спектрального класса A2 и не образует двойную систему, так как расстояние до Гаммы Малого Коня около 118 световых лет, а до 6 Малого Коня почти в четыре раза дальше.
При невысокой температуре поверхности в 7715 K, Гамма Малого Коня имеет светимость 13,4 солнечной, и расчётный радиус в 2,1 раза больше солнечного. Теория строения и эволюции звёзд определяет, что её масса 1,8 солнечной, и предсказывает, что звезда просуществовала примерно половину срока из 1,5 миллиарда лет, в течение которых она будет находиться на главной последовательности.
Гамма Малого Коня более всего известна как переменная звезда типа α² Гончих Псов с сильными линиями химических элементов и обилием намагниченных звёздных пятен на поверхности. Наблюдаемое магнитное поле некоторых из них в 150 000 раз больше магнитного поля Земли. По изменениям магнитного поля на поверхности определён периодом вращения, который оказался рекордно большим — он составляет по одним измерениям 72 года, по другим — до 100 лет .
Звезда является химически пекулярной — имеет аномальное распределение химических элементов:  стронция, европия, даже железа в 50 раз больше чем на Солнце. Несмотря на то, что звезда является карликом спектрального класса F, она относится к классу Ар-звёзд, причём в этом классе она относится к подклассу «быстро осциллирующих Ар-звёзд» или roAp-звезд. Амплитуды вариаций яркости около тысячной звёздной величины с несколькими налагающимися периодами порядка 12 минут, основной из которых 12,21 минуты.
Хотя Гамма Малого Коня и не образует пару с 6 Малого Коня, похоже, она всё-таки имеет спутника 9-й звёздной величины на расстоянии 2,5 угловой секунды. Если они действительно составляют гравитационно связанную пару, то карлик-спутник спектрального класса G9-K0 должен иметь орбиту радиусом, по крайней мере 54 астрономических единиц и делать один оборот, по крайней мере, в течение 250 лет (на самом деле, вероятно, он и находится намного дальше и период обращения намного больше). Также недалеко, на расстоянии примерно угловой минуты, находится ещё одна слабая звёздочка 12-й величины — Гамма Малого Коня C, но она, скорее всего, просто оптически двойная и не входит в систему Гамма Малого Коня.